# 南丹市立胡麻郷小学校
南丹市立胡麻郷小学校（なんたんしりつ ごまごうしょうがっこう）は、京都府南丹市日吉町にある公立小学校。略称は｢胡麻小｣。

## 概要
校舎は一階建てで、木造。また、同校には、5・6年生が参加する金管バンドがあり、毎年夏に開催される胡麻の夏祭りで演奏を行っている。

## 沿革
- 1873年（明治6年）8月 - 新町村修斉校として設立
- 1949年 (昭和24年) 10月 - 学校給食開始
- 1955年（昭和30年）4月 - 町村合併に伴い、日吉町立胡麻郷小学校と改称
- 2006年（平成18年）1月 - 日吉町の合併に伴い、南丹市立胡麻郷小学校と改称[2]

## 校歌
作曲 - 高田信一、作詞 - 石田浩

## 進学先中学校
- 南丹市立殿田中学校[3]

## 交通アクセス
- 山陰本線（嵯峨野線）胡麻駅下車

## 通学区域が隣接している学校
- 南丹市立殿田小学校
- 南丹市立美山小学校
- 京丹波町立和知小学校
- 京丹波町立下山小学校
- 京丹波町立丹波ひかり小学校